# Ebba Gripenstedt
Ebba Gripenstedt (3 de junho de 1894 – 21 de dezembro de 1950) foi uma esgrimista sueca. Ela disputou eventos individuais florete femininos de 1928 e 1936 dos jogos Olímpicos de Verão.